# Bitka na Katalaunskim poljima
Bitka na Katalaunskim poljima najveći je trijumf Flavija Aecija, koji je uz pomoć Vizigota 20. lipnja 451. pobijedio vođu Huna, Atilu.

## Uvod
Zapadno Rimsko Carstvo propadalo je i bilo pod utjecajem germanskih generala. U to je doba Zapadnim Rimskim Carstvom vladao Flavije Aecije, iako je car bio Valentinijan III. Atila i njegovi Huni pustošili su i pljačkali gradove u Galiji.

## Rimsko-vizigotski savez
Iako mu je Atila bio prijatelj, Flavije Aecije nije mogao dopustiti da Huni pljačkaju po teritoriju Zapadnoga Rimskog Carstva. Sklopio je savez s Vizigotima, iako ih je mrzio. Tako je stvoren Rimsko-vizigotski savez protiv Huna.

## Bitka na Katalaunskim poljima
Huni su opustošili područje sve do Katalaunskih polja, gdje su ih dočekali Rimljani na čelu s Flavijem Aecijem i Vizigoti na čelu s Teodorikom. Flavije Aecije nije pobijedio Atilu, nego je bitka bila otprilike izjednačena. Nakon bitke Huni su se povukli iz Galije te svoje pohode nastavili prema istoku, ne usuđujući se više opsjedati gradove preko rijeke Rajne. Već 452. godine Huni dolaze do Rima i Rimljane spašava samo pregovaračka sposobnost njihovih diplomata koja uz veliku otkupninu odvraća Hune od Rima. Atila umire 453. godine, što je bila posljedica opsjednutosti i živčanog nemira zbog ishoda bitke na Katalaunskim poljima. Nakon Atiline smrti hunski utjecaj slabi pa se pojedina gotska plemena oslobađaju hunske prevlasti i počinju pljačkaške pohode po Balkanu i okolici.

## Završetak
Flavije Aecije nije u potpunosti uništio Hune iako je mogao. Bojao se da njegovi saveznici Vizigoti ne postanu najveći neprijatelji. Bitka na Katalaunskim poljima bila je zadnja pobjeda Zapadnog Rimskog Carstva prije njegova konačnog raspada.

## Vanjske poveznice
- Poprište bitke je bilo na ravnici koju su Rimljani zvali „Campi Catalaunici”, a nalazila se kod francuskog grada Troyesa